# مسابقات سگ
مسابقات سگ (به انگلیسی: Dog Show) تحت عنوان فستیوال یا جشنواره های متعدد در کشورهای مختلف با هدف انتخاب بهترین و زیباترین سگ از نظر سلامت ، کیفیت نژادی یا کارایی برگزار می شود.

## رکورد گیری
در یک مسابقه و رکورد گیری تمامی سگها در بدو ورود به محل مسابقه مورد معاینه پزشکی توسط پزشک مسابقات یا تیمها قرار میگیرند تا از سلامت سگ مورد نظر و شرکت کننده اطمینان حاصل شود .
بعد از تایید سلامت راهی مرحله   رکورد گیری میشن  و در قسمت  رکورد گیری  حداقل سیزده مورد  از اندازه های مشخص و تعریف شده مانند قد       وزن  دندانها که دارای چند بخش به تنهایی در رکورد گیری میباشد و موارد مهم دیگر در برگه نمونه گیری ثبت شده  و با جدا نمودن یک صد تار مو از سگ مورد نظر  نمونه گیری برای تعیین ژنوتپ  در بانک اطلاعاتی جامع سگهای کار   صورت می گیرد.